# Marinianus
Marinianus (mit vollem Namen wohl Publius Licinius Egnatius Marinianus; * 265?; † Herbst 268 in Rom) war der dritte (und jüngste?) Sohn des römischen Kaisers Gallienus und der Salonina.
Zusammen mit Paternus wurde er von Gallienus zum Konsul des Jahres 268 ernannt. Damit musste Marinianus als präsumtiver Thronfolger gelten, da seine beiden älteren Brüder Valerianus Caesar und Saloninus zu diesem Zeitpunkt schon tot waren. Infolge der Ermordung des Kaisers im Herbst 268 kam es jedoch nicht mehr zur formellen Erhebung des Knaben zum Caesar. Der Nachfolger Claudius Gothicus konnte (oder wollte) nicht verhindern, dass bei einer vom Senat in Rom entfesselten Hetzjagd auf die Mitglieder des gestürzten Kaiserhauses auch Marinianus und sein Onkel Licinius Valerianus getötet wurden.